# Meteorus fallacavus
Meteorus fallacavus (лат.) — вид паразитических наездников рода Meteorus из семейства Braconidae. Центральная Америка: Коста-Рика.

## Описание
Мелкие наездники, длина около 4 мм. Основная окраска тела коричневая с жёлтыми и тёмными отметинами; ноги жёлтые. От близких видов отличаются следующими признаками: затылочный киль полный, нотаули глубоко вдавлены, отчетливые и морщинисто-ямчатые, первый тергит смещён латерально, задний тазик морщинистый; коготки лапок с большой лопастью; есть пара впадин (ложные дорсопе) на первом тергите между базальным краем и дыхальцем, первый тергит латерально сужен; вентральные границы первого тергита касаются дистально, яйцеклад в 2,0-2,2 раза длиннее первого тергита. Усики самок тонкие, нитевидные, состоят из 26-27 члеников. Предположительно, как и другие виды рода эндопаразитоиды гусениц бабочек или личинок жуков. Вид был впервые описан в 2015 году американскими энтомологами Helmuth Aguirre, Scott Richard Shaw (University of Wyoming, Department of Ecosystem Science and Management, Laramie, Вайоминг, США) и Luis Felipe Ventura De Almeida (Universidade Federal de São Carlos, Departamento de Ecologia e Biologia Evolutiva, São Carlos, Бразилия).